# Leucocybe
Leucocybe is een geslacht van schimmels. Het geslacht is nog niet met zekerheid in een familie ingedeeld (Incertae sedis). De typesoort is Leucocybe candicans.

## Soorten
Het geslacht bevat volgens Index Fungorum drie soorten, namelijk (peildatum december 2023):
| Soortnaam                                    | Auteur(s)                                               | Publicatiejaar |
| -------------------------------------------- | ------------------------------------------------------- | -------------- |
| Leucocybe candicans (Kleine bostrechterzwam) | (Pers.) Vizzini, P. Alvarado, G. Moreno & Consiglio     | 2015           |
| Leucocybe connata                            | (Schumach.) Vizzini, P. Alvarado, G. Moreno & Consiglio | 2015           |
| Leucocybe houghtonii                         | (W. Phillips) Halama & Pencak.                          | 2017           |